# Kidnapped – Tödlicher Sumpf
Kidnapped – Tödlicher Sumpf ist ein US-amerikanischer Thriller aus dem Jahr 2000 von Lee Stanley und mit Dennis Hopper. Er basiert auf dem Roman Ransom von Lois Duncan.

## Handlung
Der Fahrer eines Schulbusses wird erschlagen, JD gibt sich als seine Vertretung aus. Fünf Schüler einer High School werden von JD, seiner Freundin Rita und noch einem weiteren Komplizen entführt. Die Kidnapper fordern von den vermögenden Eltern der Jugendlichen Lösegeld.
Die Schüler werden in einem Versteck in den Sümpfen von Everglades gefangengehalten. Sie entkommen, JD verfolgt sie in seinem Auto. Er fährt mit dem Wagen in die Sümpfe und wird von den Alligatoren gefressen.
Ein Komplize von JD trifft sich mit dem Stiefvater eines der entführten Mädchen, um Geld abzuholen. Unterwegs treffen sie einen der entflohenen Jungen, der in die Hütte zurückgebracht wird. Da JD nicht dabei ist, wird Rita hysterisch. Der Junge belügt sie, JD sei im Sumpf ertrunken.
Die Jugendlichen kommen dahinter, dass der Stiefvater der Drahtzieher der Entführung ist. Die Kidnapper werden überwältigt und der Polizei übergeben.

## Kritiken
Der Thriller wurde auf Save.TV als ein „Actionreißer“ beschrieben.

## Dies und Das
Der Thriller wurde im Herbst 1999 innerhalb von drei Wochen in der Gegend von Miami und in der Gegend von Orlando gedreht. Er kostete ungefähr fünf Millionen US-Dollar.